# Matronae Ambioreneses
Die Ambioreneses sind vermutlich Matronen, die einzig durch eine Weihinschrift aus Köln aus dem 3. Jahrhundert überliefert sind. Die Weihung ist durch die Nennung des Konsulats von Trebonianus Gallus und Volusianus für das Jahr 252 zu datieren.

„In [h(onorem)] d(omus) d(ivinae) / et Genio lo[ci] // Ambiamarcis / Ambiorenesibus / Marti Victori Mer/curio Neptuno / Cereri diis deabusq(ue) / omnibus Primini / Octavius Ver(us) Felic(issimus?) / Quartius Vetus / et Mi[nius? Vi?]talis v(otum) s(olverunt) l(ibentes) m(erito) / Imp(eratoribus) d[d(ominis) nn(ostris) Ga]llo / [I]I et V[olus]iano Aug(ustis) / [c]o(n)s(ulibus)“

Die Ambioreneses werden neben den namentlich verwandten Ambiamarcae genannt. Obwohl sie nicht mit dem Gattungsnamen als Matronen deklariert sind, handelt es sich nach der Bildungsweise und vom Typ her um einen Matronenbeinamen, der keltisch geprägt ist und „die Matronen die zu beiden Seiten des Rheins wohnen“ bedeutet.